# Dímitra Arápoglou
Ne doit pas être confondu avec Dimitra Arapoglou (réalisatrice).
Dímitra Arápoglou (grec moderne : Δήμητρα Αράπογλου), née le 21 avril 1958 à Athènes, est une femme politique grecque, membre de l'Alerte populaire orthodoxe.
Membre du Parlement grec issu des élections législatives de 2007 jusqu'en octobre 2009, elle est, à ce jour, la seule personnalité sourde à y avoir siégé .